# Баба (горный хребет)
Баба́, Ко́хи-Баба́, Ку́хе-Баба́ (перс. کوه بابا‎) — горный хребет в системе Гиндукуша, в центральной части Афганистана.
Длина хребта составляет около 60 км. Высшая точка — гора Шахфулади (Кохи-Фолади, 5135 м). Является гидрографическим узлом, водоразделом, в котором зарождаются истоки рек Герируд, Гильменд, Сурхаб (левый приток Амударьи), Кабул (правый приток Инда).
Ландшафты этого хребта представлены в основном горными, пустынными и степными территориями.